# Johnny Weiss
Johnny Weiss (Philadelphia (Pennsylvania), 19 februari 1963) is een Amerikaans gepensioneerd professioneel worstelaar, die bekend was in de Eastern Championship Wrestling onder zijn ringnaam Johnny Hotbody.

## In worstelen
- Finishers
  - Missile dropkick

- Managers
  - Don E. Allen
  - Hunter Q. Robbins
  - Woman

## Erelijst
- Eastern Championship Wrestling
  - ECW World Heavyweight Championship (1 keer)
  - ECW World Tag Team Championship (3 keer; 2x met Chris Candido & Chris Michaels en 1x met Tony Stetson)
  - ECW World Television Championship (1 keer)

- NWA New Jersey
  - NWA World Light Heavyweight Champion (1 keer)

- Tri-State Wrestling Alliance
  - TWA Tag Team Championship (1 keer met Larry Winters)

- World Wrestling Association
  - WWA Junior Heavyweight Championship (1 keer)

- Andere titels
  - NAWA United States Heavyweight Championship (1 keer)